# Königsburg (Schlei)
Die Königsburg (dänisch Kongsborg) ist eine abgegangene mittelalterliche Turmhügelburg (Motte) nahe der Ortschaft Bohnert (da. Bonert) in der Gemeinde Kosel im schleswigschen Schwansen.

## Geschichte
Die Burg wurde um 1415 vom dänischen König Erik von Pommern auf einer Landzunge am Südufer der Schlei errichtet. Sie war eine von mehreren Wehranlagen zur Kontrolle der Schlei (wie die Burg bei Missunde und die Schwonsburg/Svaneborg oder Oldenburg/Gammelborg bei Schleimünde). Der Bau der Königsburg fällt in die Zeit der Auseinandersetzungen zwischen Dänen und Holsteinern um das junge Herzogtum Schleswig. Auf dem dänischen Reichstag zu Nyborg 1413 wurde Schleswig der dänischen Krone zugesprochen, was der holsteinische Graf Heinrich IV. jedoch nicht akzeptierte. Im Jahr 1417 gab es deshalb eine Schlacht an der Königsburg. Es ist nicht auszuschließen, dass sich an gleicher Stelle bereits vor 1415 eine ältere Burganlage befunden hat.
Die Burg wurde an einer strategischen Stelle auf einer Landzunge kurz vor der Missunder Enge und nur mit Salzwiesen mit dem Festland verbunden errichtet. Sie bestand aus einer inneren und äußeren Burg. Die innere Burg hatte die Form eines Quadrats mit Seitenlängen von etwa 50 Metern. Im Süden der inneren Burg befand sich vermutlich ein auf einem Hügel stehender Rundturm. Die äußere Burg wurde in Form eines Fünfecks mit Seitenlängen zwischen 212 und 152 Metern errichtet. Sie war von einer Wallanlage mit etwa 4 Meter tiefen Gräben umgeben. Nach der Aufgabe der Burg verfiel die Anlage, Steine wurden anschließend unter anderem für die Instandsetzung der Kirche in Rieseby verwendet.
Reste der Wallanlagen sind heute noch erkennbar. Im Bereich der inneren Burg wurde zu Beginn des 20. Jahrhunderts eine Villa errichtet. Das Gelände ist heute nicht frei zugänglich. Mit der Königsburg verknüpft sich auch eine schleswigsche Volkssage, nach der ein Bauernjunge dort eine goldene Wiege gesehen haben soll.